# コーンウォール郡

コーンウォール郡（コーンウォールぐん、英語: Cornwall County）は、ジャマイカを3分割した郡(county)の、最も西に位置する。ジャマイカ第2の都市、モンテゴ・ベイがある。面積は3,939平方キロメートル、人口は622,816人（2011年）。郡の中では人口が最も少ない。1758年、司法管轄区として設置された。行政機能は持っていない。
コーンウォール郡は以下の教区を含む。
- ハノーバー教区
- セント・エリザベス教区
- セント・ジェームズ教区
- トレローニー教区
- ウェストモアランド教区